# Condado de Wyandotte
O Condado de Wyandotte (em inglês:  Wyandotte County) é um dos 105 condados do estado americano do Kansas. A sede e maior cidade do condado é Kansas City. Foi fundado em 25 de agosto de 1859.
O condado possui uma área de 404 km², dos quais 393 km² estão cobertos por terra e 12 km² por água, uma população de 157 505 habitantes, e uma densidade populacional de 401,1 hab/km² (segundo o censo nacional de 2010). É o quarto condado mais populoso do Kansas.